# Lassnitzbach (Mur)
Der Lassnitzbach, auch Laßnitz, ist ein rechter Nebenfluss der Mur in der Obersteiermark in Österreich.

## Namenkunde
Der Name Lassnitz wird unterschiedlich geschrieben. Die amtliche österreichische Karte verwendet 2007 die Variante Lassnitz- für den Bach, während die Ortschaften als Laßnitz- geschrieben werden. Ältere Landkarten verwenden Lasnitz.
Lassnitz nicht nur als Bezeichnung für den Fluss, sondern auch für dessen ganze Talungslandschaft und die dort liegende Gemeinde Laßnitz bei Murau verwendet.
Das Wort wird im Alltag mit betontem, langem „a“ ausgesprochen, das zweifache „ss“ in manchen Schreibungen ist kein Hinweis auf einen kurz ausgesprochenen Vokal.
Der Name kommt aus dem Slawischen, ursprünglich z. B. Lieznica, Luosniza, und wird mit ‚Waldbach‘ übersetzt. In der Sprachwissenschaft wird für Laßnitz (aus dem Jahr 890: Luonzniza) auch (rekonstruiert) *loNč'nica ‚Wiesenbach‘ diskutiert, als weitere Möglichkeit (aus dem Jahr 1345: Lesniz für den Ort oder im Jahr 1080 im Paltental Laznich) *laz'nica zu einem Rodungsnamen (also ‚Gereutbach‘ oder ‚Rodebach‘). Einen Hinweis auf den Lauf des Baches in einem Rodungsgebiet enthält auch die Ableitung von *laz/6nica, zu lazъ ‚Rodung, Gereut, lichte Stelle im Wald‘.

## Geographie

### Lauf und Landschaft

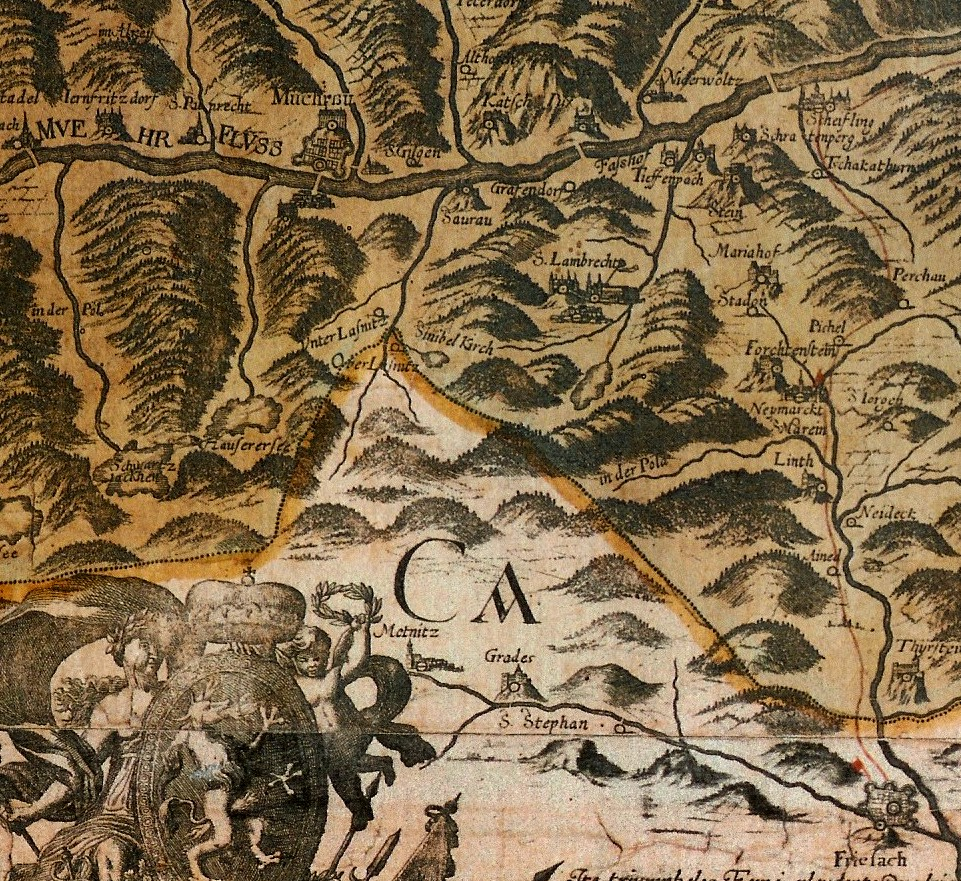
Das Gebiet der Lasnitz mit dem durch die Quellflüsse gebildeten Grenzdreieck in der Karte von Georg Matthäus Vischer 1678.

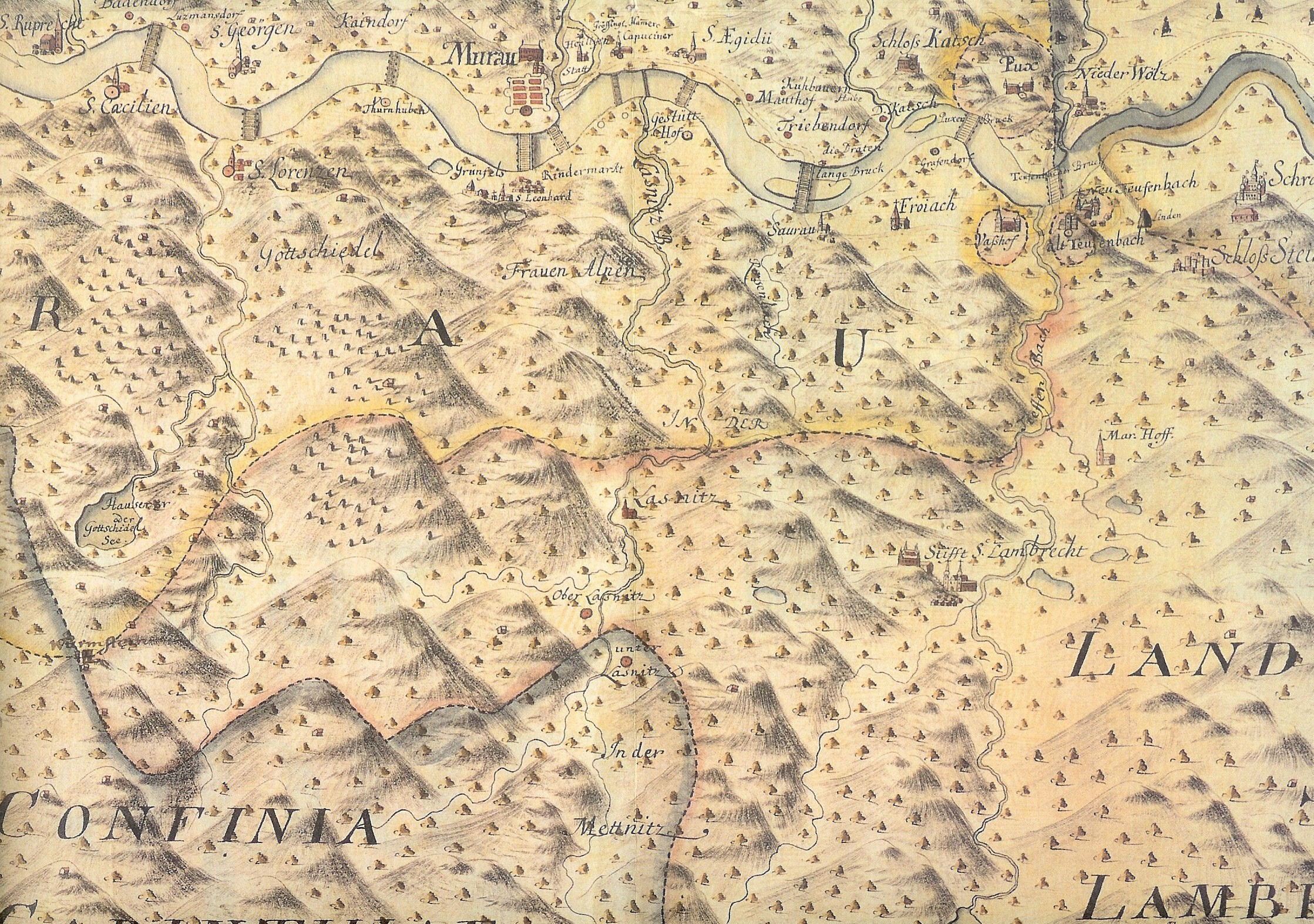
Die Lasnitz bei Murau und ihre Umgebung in der Schwarzenbergischen Murauer Landgerichts-, Straßen- und Wegemappe 1769/1772.

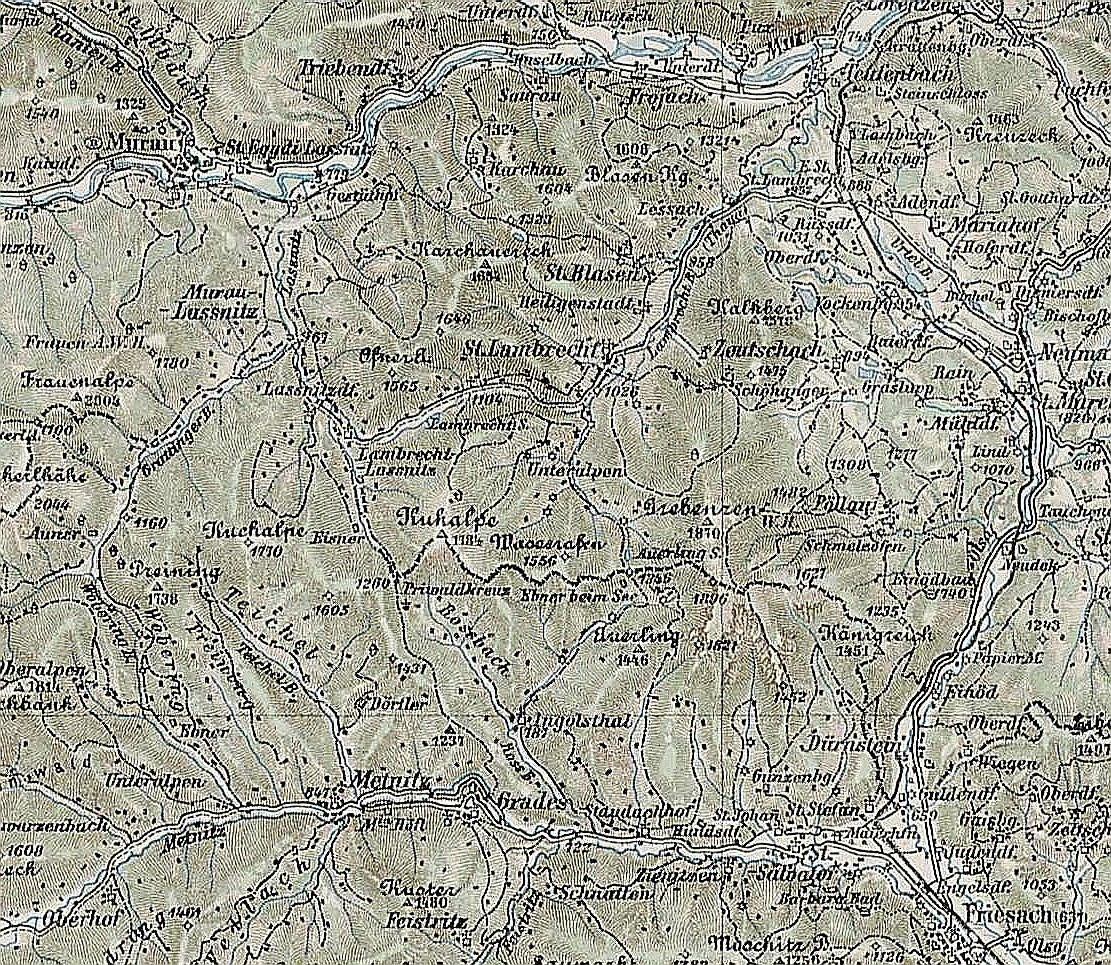
Murauer Lassnitz nach der Generalkarte von Mitteleuropa 1:200.000 Ende 19. Jahrhundert.

Der Lassnitzbach fließt in den Gurktaler Alpen von den Metnitzer Bergen nach Norden zur Mur. Sein Lauf liegt in den Gemeinden Metnitz in Kärnten und Laßnitz bei Murau in der Steiermark.
Er entsteht aus zwei Quellflüssen: dem Priewaldbach aus dem Südosten und dem Auenbach (auch Grattingerbach genannt) aus dem Südwesten. Der Priewaldbach entspringt in den Metnitzer Bergen beim Priewaldkreuz zwischen Kuhalm und Mittagskogel auf 1300 m ü. A., der Auenbach am Fuß der Ackerlhöhe südlich von Murau auf 1175 m ü. A.
Diese Quellflüsse bilden die Grenze zwischen den österreichischen Bundesländern Steiermark und Kärnten. Der Priewaldbach ist in seinem gesamten Lauf Grenzbach, der Auenbach ab der Einmündung des Grenzbaches. Die Bäche bilden ein Dreieck, mit welchem das Gebiet des Landes Kärnten (Gemeinde Metnitz) vom Süden her über den Kamm der Gurktaler Alpen in das Murtal vorspringt.
Am Lassnitzbach und seinen Quellflüssen liegen die Ortschaften Kärntnerisch Laßnitz und Steirisch Laßnitz. Die Siedlungsgebiete (Katastralgemeinden) entlang des Baches werden Laßnitz-Lambrecht (östlich) und Laßnitz-Murau (westlich) genannt. Die Ortschaft St. Egidi nördlich der Mündung des Lassnitzbaches in die Mur wurde früher „St. Egidi-Laßnitz“ genannt.
Der Name „Laßnitzdorf“ wird (wie auch „Laßnitz“) für die durch die Landesgrenze getrennten Ortschaften Steirisch Laßnitz und Kärntnerisch Laßnitz gemeinsam verwendet.
Als Ortschaft „Laßnitzbach“ werden die Häuser am Übergang des Lassnitzbach-Tales in das Murtal bezeichnet.
Westlich des Lassnitzbaches liegt die Murauer Frauenalm (1583 m ü. A.), auf der ein Erholungs- und Wintersportgebiet liegt.
Über Laßnitz-Lambrecht führt entlang des Talbaches östlich und vorbei am Weyrerteich die Straßenverbindung von Murau über St. Lambrecht zum Neumarkter und zum Perchauer Sattel.
Durch das Tal des Auenbaches führt eine Straße nach Metnitz.

### Zuflüsse
Hierarchische Liste der Zuflüsse, jeweils von der Quelle bis zur Mündung. Auswahl.
- Priewaldbach, rechter Oberlauf von Ostsüdosten
  - Roßbach, von rechts und Ostsüdosten von der Kuhalm bei Effentler
  - Talbach, von rechts und Osten bei Steirisch-Laßnitz; hat eine Talwasserscheide zu einem anderen Talbach, der zum Thajabach entwässert
  - Zanitzbergbach, von links und Südsüdwesten vom Zanitzberg bei Kärntnerisch-Laßnitz
  - Grabenbergbach, von rechts und Ostsüdosten vom Reiterkogel
- Auenbach, linker Oberlauf von Südwesten
  - Grattingerbach, von links und Nordwesten von der Trogscharte
  - Grenzbach, von links und Nordwesten von der Frauenalpe; ist Grenzbach zwischen Kärnten (rechts) und der Steiermark (links)
  - Draxlbach, von rechts und Südsüdosten vom Sattel zwischen Golzeck und Kuchalm

## Geologie
Der Lassnitzbach fließt in einer Zone sehr alter Gesteine in den Alpen:
Sein Lauf liegt im Norden des „Murauer und Gurktaler Paläozoikums“, das aus ca. 540 bis 300 Millionen Jahre alten teilweise vulkanischen Gesteinen entstanden ist. Es handelt sich um eine Gebirgszone, die in der Gebirgsbildung nicht stark umgeformt (nur schwach metamorph überprägt) wurde, sodass eine weitgehend vollständige Schichtfolge vom Ordovizium bis in das Oberkarbon rekonstruiert werden kann. Charakteristisch sind für diese Gesteinsfolgen die „Schichten von Kher“, Metadiabase, Eisenhutschiefer, diese Gesteine werden dem Ordovizium bis Silur zugeordnet. Das Gebiet gehört zum oberostalpinen Deckenstockwerk der Alpen.
Der Mittellauf des Lassnitzbaches hat sich in Schotterablagerungen des Murgletschers (Moränen) aus dem Eiszeitalter (Pleistozän) eingeschnitten.
Kurz vor der Einmündung in die Mur liegt ein schmaler Streifen aus Murauer Kalk (altpaläozoischer Bänderkalk), der dem Devon zugeordnet ist und ein weiterer Streifen aus Quarzit (Semmeringquarzit) aus dem Perm bis Skyth.

## Umwelt und Böden
Der Lassnitzbach fließt durch Wald und landwirtschaftlich genutztes Gebiet. Die Siedlungen seines Einzugsgebietes liegen teilweise direkt am Gewässer.
Die landwirtschaftlich nutzbaren (bzw. als solche früher genutzten) Böden am Lassnitzbach sind weitgehend kalkfreie Lockersediment-Braunerden, an den Hängen Ranker und Hanggleye.

## Wasserqualität
Die Wassergüte liegt bei Güteklasse I–II (nahezu unbelastet, in der Praxis fast Trinkwasserqualität). Geringere Belastungen können durch die angrenzenden Landwirtschaften und die Besiedlung entstehen.
Die Wasserhärte ist gering (Bereich 1–2 – weiches Wasser).

## Geschichte
Ein Teil des Einzugsgebietes des Lassnitzbaches gehörte bis in das 19. Jahrhundert zu den Besitzungen der Fürstenfamilie Schwarzenberg im Bezirk Murau, ein weiterer zum Benediktinerstift St. Lambrecht und der Kärntner Teil war überwiegend dem Bistum Gurk untertan.